# Librist
Librist (finska: libristi) är en i Finland använd benämning på bokhandelsmedhjälpare. 
Ordet föreslogs 1906 av prokuristen Julius V. Blyh och kom snart i allmänt bruk. Libristexamen kan i dag avläggas vid bokhandelsskolan (Kirjakauppakoulu) i Helsingfors; lärotiden som är omkring ett år ägnas åt studier vid marknadsföringsinstitutet i Helsingfors, självstudier på distans och arbetspraktik.